# زربنة (بشت أربابا)
زربنة (بالفارسية: زربنه) هي قرية تقع في إيران في قسم بشت أربابا الريفي. يقدر عدد سكانها بـ 120 نسمة بحسب إحصاء 2016.